# Hilgardite
L'hilgardite est une espèce minérale de la famille des borates, de formule chimique Ca2B5O9Cl·H2O. Elle est transparente et a un éclat vitreux. Elle est incolore à rose clair avec un trait blanc. Sa dureté Mohs est de 5. 
Elle cristallise dans le système triclinique. Les cristaux ont la forme de triangles tabulaires distordus et sont hémimorphes, des polytypes existent,.
Elle a été nommée d'après le géologue Eugene W. Hilgard (1833–1916). Elle fut décrite pour la première fois en 1937 pour une occurrence dans le dôme de sel Choctaw de la paroisse d'Iberville en Louisiane, aux Etats-Unis. On la trouve comme minéral accessoire peu commun dans des dépôts d'évaporite et des dômes de sel à travers le monde. En plus du topotype, elle a été signalée dans le comté de Wayne dans le Mississippi, dans la formation Louann Salt, comté de Clarke dans l'Alabama aux États-Unis et dans les évaporites Penobsquis and Salt Springs, près de Sussex (Nouveau-Brunswick) au Canada. En Europe, elle a été trouvée dans la mine de potasse de Konigshall-Hindenburg près de Göttingen, Basse-Saxe en Allemagne et dans la mine de potasse de Boulby, Whitby, Yorkshire du Nord en Angleterre. En Asie, on l'a trouvée dans le dôme de sel de Chelkar, district d'Uralsk au Kazakhstan ; dans le bassin Ilga, en Sibérie orientale, Russie, et dans la formation de Sedom, Mont Sodom, Mer Morte, Israël,.